# Voọc bạc Trường Sơn
Voọc bạc Trường Sơn (Trachypithecus margarita) là một loài voọc thuộc họ khỉ Cựu thế giới và phân họ Colobinae. Trước đây, loài này được coi là một phân loài của Trachypithecus germaini cho đến khi được Roos và Groves nâng lên thành một loài riêng biệt. Bộ lông của loài có màu sáng hơn so với màu lông của loài Trachypithecus germaini. Phạm vi sinh sống của Voọc bạc Trường Sơn bao gồm các vùng của Campuchia, Lào và Việt Nam.